# Юнион (округ, Теннесси)
Округ Юнион (англ. Union County) располагается в США, в штате Теннесси. По состоянию на 2010 год, численность населения составляла 19 109 человек. Был основан в 1850 году.

## География
По данным Бюро переписи США, общая площадь округа равняется 640 км², из которых 579 км² — суша, и 61 км², или 9,54 % — это водоемы.

## Население
По данным переписи населения 2000 года в округе проживает 17 808 жителей в составе 6 742 домашних хозяйств и 5 191 семей. Плотность населения составляет 31,00 человек на км2. На территории округа насчитывается 7 916 жилых строений, при плотности застройки около 14-ти строений на км2. Расовый состав населения: белые — 98,46 %, афроамериканцы — 0,10 %, коренные американцы (индейцы) — 0,23 %, азиаты — 0,16 %, гавайцы — 0,02 %, представители других рас — 0,17 %, представители двух или более рас — 0,86 %. Испаноязычные составляли 0,79 % населения независимо от расы.
В составе 35,40 % из общего числа домашних хозяйств проживают дети в возрасте до 18 лет, 62,20 % домашних хозяйств представляют собой супружеские пары, проживающие вместе, 10,50 % домашних хозяйств представляют собой одиноких женщин без супруга, 23,00 % домашних хозяйств не имеют отношения к семьям, 19,80 % домашних хозяйств состоят из одного человека, 7,40 % домашних хозяйств состоят из престарелых (65 лет и старше), проживающих в одиночестве. Средний размер домашнего хозяйства составляет 2,62 человека, и средний размер семьи — 2,99 человека.
Возрастной состав округа: 25,70 % — моложе 18 лет, 8,90 % — от 18 до 24, 31,00 % — от 25 до 44, 23,60 % — от 45 до 64, и 23,60 % — от 65 и старше. Средний возраст жителя округа — 36 лет. На каждые 100 женщин приходится 98,80 мужчин. На каждые 100 женщин старше 18 лет приходится 96,60 мужчин.
Средний доход на домохозяйство в округе составлял 27 335 USD, на семью — 31 843 USD. Среднестатистический заработок мужчины был 26 436 USD против 18 665 USD для женщины. Доход на душу населения составлял 13 375 USD. Около 16,80 % семей и 19,60 % общего населения находились ниже черты бедности, в том числе — 25,10 % молодежи (тех, кому ещё не исполнилось 18 лет) и 27,80 % тех, кому было уже больше 65 лет.